# Carl Ludwig Siegel
Carl Ludwig Siegel (Berlino, 31 dicembre 1896 – Gottinga, 4 aprile 1981) è stato un matematico tedesco, specializzato nella teoria dei numeri.

## Biografia
Siegel nasce a Berlino e qui si iscrive alla Humboldt Universität nel 1915 come studente in matematica, astronomia e fisica. Fra i suoi insegnanti incontra Max Planck e Ferdinand Georg Frobenius; questi induce il giovane Siegel ad abbandonare l'astronomia in favore della teoria dei numeri.
Nel 1917 si arruola nell'esercito tedesco ed interrompe gli studi. Dopo la fine della prima guerra mondiale, si iscrive all'Università di Gottinga e prepara la sua tesi sotto la supervisione di Edmund Landau. Nel 1920 ottiene la Habilitation presentando una dissertazione che Jean Dieudonné giudicherà una pietra miliare nella storia delle approssimazioni diofantee. Successivamente  vive a Gottinga, impegnato come docente ed assistente ricercatore; molti dei suoi risultati migliori vengono pubblicati in questo periodo. Nel 1922 viene nominato professore all'Università di Francoforte.
Nel 1938 ritorna a Gottinga, ma nel 1940, passando dalla Norvegia, emigra negli Stati Uniti d'America ed entra a far parte del corpo di studiosi della Princeton University, dove aveva già trascorso un periodo sabbatico nel 1935. Ritorna a Gottinga solamente dopo la fine della seconda guerra mondiale, quando accetta un posto come docente nel 1951, che manterrà fino alla pensione nel 1959.
Il lavoro di Siegel sulla teoria dei numeri, equazione diofantea e meccanica celeste in particolare gli vale varie onorificenze; in particolare nel 1978 riceve il Premio Wolf per la matematica, uno dei più prestigiosi premi del settore.
L'opera di Siegel tocca vari aspetti della teoria analitica dei numeri; il suo teorema sulla finitezza dei punti interi delle curve, per quelle di genere maggiore di 1, riveste grande importanza storica in quanto costituisce un risultato generale di vasta portata ottenuto in un campo in quel tempo sottosviluppato. Egli ha lavorato sulle funzioni L, scoprendo il fenomeno (che si presume illusorio) del cosiddetto zero di Siegel. Il suo lavoro sulle forme quadratiche derivato dal metodo del cerchio di Hardy-Littlewood si è rivelato molto influente nei tempi successivi per lo sviluppo delle teorie sui gruppi adelici che permettono di superare l'uso delle funzioni theta. Le forme modulari di Siegel sono riconosciute come parte di rilievo della teoria dei moduli delle varietà abeliane. In tutti questi lavori emergono le implicazioni strutturali dei metodi analitici.